# 奧特利
奧特利（英語：Otley）是英格蘭西約克郡利茲市的一個城鎮，人口有14,124人。在工業革命時期，奧特利的主要產業紡織行業和印刷機械行業。

## 友好城市
- 法國 蒙特罗福约讷